# The Wicked Lady (1983)
The Wicked Lady is een Brits-Amerikaans historisch drama uit 1983 geregisseerd door Michael Winner. Het is een remake van de gelijknamige film uit 1945.

## Verhaal
Caroline zal weldra trouwen met Sir Ralph. Ze selecteert Barbara als bruidsmeisje. Barbara verleidt Ralph en ze worden verliefd, daardoor trouwt Ralph met Barbara en niet met Caroline. Omwille van dat huwelijk is Barbara nu rijk, maar verveelt zich al snel. Ze ontmoet de bandiet Jerry Jackson met wie ze tal van overvallen pleegt, maar daardoor riskeert ze de doodstraf als haar ware identiteit bekend geraakt.

## Rolverdeling
| Acteur          | Personage             |
| --------------- | --------------------- |
| Faye Dunaway    | Lady Barbara Skelton  |
| Alan Bates      | Jerry Jackson         |
| John Gielgud    | Hogarth               |
| Denholm Elliott | Sir Ralph Skelton     |
| Prunella Scales | Lady Kingsclere       |
| Oliver Tobias   | Kit Locksby           |
| Glynis Barber   | Caroline              |
| Joan Hickson    | Agatha                |
| Helena McCarthy | Moll Skelton          |
| Mollie Maureen  | Dolly Skelton         |
| Derek Francis   | Lord Kingsclere       |
| Marina Sirtis   |                       |
| Nicholas Gecks  | Ned Cotterell         |
| Hugh Millais    | Martin                |
| John Savident   | Squire Thornton       |
| Marc Sinden     | Lord Dolman           |
| Mark Burns      | Karel II van Engeland |

## Nominatie
| Prijs                        | Categorie         | Ontvanger(s) | Resultaat   |
| ---------------------------- | ----------------- | ------------ | ----------- |
| Golden Raspberry Awards 1983 | Slechtste actrice | Faye Dunaway | Genomineerd |